# Oscar Espinosa Moraga
Oscar Hernán Espinosa Moraga (Talcahuano, 2 de enero de 1928 – Santiago, 20 de noviembre de 2010) fue un historiador, investigador, genealogista y funcionario público chileno, especializado en historia limítrofe y diplomacia chilena. Su trabajo se caracterizó por una mirada crítica, revisionista y profundamente nacionalista de la historia diplomática de Chile. Fue también asesor del Estado Mayor de la Armada y del Servicio Nacional de Salud.

## Biografía
Oscar Espinosa nació en Talcahuano el 2 de enero de 1928, hijo de Julio Espinosa Allende y Clara Hortensia Moraga Montero. Por la línea materna descendía del general Nicolás Salvo, gobernador de Chiloé en el siglo XVIII.
Realizó sus estudios escolares entre 1936 y 1947 en el Liceo San Agustín de Santiago, destacando por su temprana afición por la historia y su admiración por Francisco Antonio Encina. Ingresó a la Escuela de Leyes de la Universidad de Chile, pero no concluyó sus estudios. Uno de sus profesores, Guillermo Feliú Cruz, lo describió como un joven frágil, inteligente y apasionado por las ideas.
Ingresó al Servicio Nacional de Salud en 1950, donde trabajó por casi treinta años. Se casó con Julia Costa Canales, a quien dedicó parte de su obra. En paralelo a su labor administrativa, desarrolló una nutrida carrera como investigador y escritor independiente.

## Obra historiográfica

La obra de Oscar Espinosa Moraga tuvo como tema principal las fronteras de Chile y su historia diplomática.

Su primer trabajo relevante fue la investigación y rescate del documento «Memoria sobre el límite septentrional de Chile», de 1859. Esto marcó su vinculación con los estudios sobre límites, soberanía y diplomacia. En 1950 publicó Arturo Prat, agente confidencial de Chile en Montevideo, sobre la misión secreta de Arturo Prat en el río de la Plata.
Entre sus obras destacadas figuran: La cuestión de límites chileno-argentina, Los Pactos de Mayo, La Postguerra del Pacífico y la Puna de Atacama (1884-1899), El aislamiento de Chile, donde critica la integración regional desde una mirada nacionalista, Bolivia y el mar (1810-1864), La cuestión del río Lauca. 
Su obra más ambiciosa y polémica fue El precio de la paz chileno-argentina, un estudio en tres tomos donde inventaría minuciosamente todas las negociaciones limítrofes entre Chile y Argentina desde su independencia y pone en duda la amistad entre estos. En él, además de documentar rigurosamente los antecedentes, Espinosa formula un duro juicio histórico: denuncia lo que él cree que es un "carácter sistemáticamente entreguista" de la diplomacia chilena, que —a su juicio— jamás salió victoriosa y cedió sistemáticamente territorio por cobardía política, americanismo mal entendido y desinterés nacional.
En 1974 publicó Presencia de Brasil (1500-1973), donde anticipa el rol dominante de Brasil en América del Sur. Años más tarde, poco antes de la guerra por las Islas Malvinas, escribió La cuestión de las Islas Falkland (1492-1982), donde ofrece una visión crítica de las reclamaciones argentinas sobre el archipiélago. El libro obtuvo el primer lugar en el Concurso Literario Militar de 1982. Nuestra verdad sobre el Cono Sur, breve ensayo sobre la geopolítica regional del Cono Sur desde una perspectiva nacionalista chilena. Contiene un capítulo de Guillermo Izquierdo Araya.
También publicó El sentimiento nacionalista de Salvador Reyes en homenaje a Salvador Reyes Figueroa; y Latorre y la vocación marítima de Chile, en homenaje al almirante Juan José Latorre.

## Labor pública y archivo diplomático
Entre 1955 y 1960, Espinosa trabajó en la organización del caótico archivo del Ministerio de Relaciones Exteriores, lo que le permitió acceder a valiosa documentación para sustentar sus investigaciones. Según sus propios testimonios, descubrió errores graves cometidos por la diplomacia chilena, algunos de los cuales denunció públicamente en sus obras.
Entre 1977 y 1981 fue asesor del Estado Mayor de la Armada en asuntos de política internacional. y contribuyó a la revista Marina.
Fue crítico de la mediación del Papa Juan Pablo II en la crisis entre Argentina y Chile de 1978.

## Estilo y pensamiento
Espinosa Moraga fue un historiador controvertido, ajeno al mundo académico, con una visión crítica del entreguismo diplomático chileno. Se identificó con el revisionismo histórico y nacionalista. Sus detractores lo tildaban de conservador o "fascista", mientras que sus defensores valoraban su denuncia sistemática del ocultamiento y la mediocridad de la diplomacia nacional.
Afirmaba que los intelectuales chilenos "tienen la costumbre vernácula de hablar sobre temas que no conocen" y denunciaba que las clases dirigentes habían entregado extensos territorios por ignorancia, desidia o cobardía. Criticó duramente a intelectuales como Diego Barros Arana, Benjamín Vicuña Mackenna, José Victorino Lastarria y hasta al propio Bernardo O’Higgins, a quien acusó de ingenuidad política y subordinación a intereses extranjeros.

## Últimos años y muerte
Tras la muerte de su esposa, se retiró de la vida pública y vivió en su departamento de calle San Diego, en Santiago. Allí continuó escribiendo y publicando hasta su retiro definitivo. Su último libro, Los Moraga: de Cáceres a Paredones, apareció en 1992.
Murió el 20 de noviembre de 2010, en el año del Bicentenario de Chile, sin reconocimientos oficiales ni homenajes públicos. Sus restos fueron sepultados en el Cementerio General de Santiago, junto a sus padres.
Sus obras han sido empleadas por la Corporación de Defensa de la Soberanía para analizar casos sensibles de soberanía, como el volcán Copahue o el laudo de 1902, reforzando su legado como cronista crítico de la diplomacia chilena.

## Obras destacadas
- Arturo Prat, agente confidencial de Chile en Montevideo (1950)
- La cuestión de límites chileno-argentina (1951)
- Los Pactos de Mayo (1952)
- La Postguerra del Pacífico y la Puna de Atacama (1958)
- El aislamiento de Chile (1961)
- Bolivia y el mar (1810-1864) (1965)
- La cuestión del río Lauca (1965)
- El precio de la paz chileno-argentina (1810-1969) (1969)
- El sentimiento nacionalista de Salvador Reyes (1970)
- Presencia de Brasil (1500-1973) (1974)
- Latorre y la vocación marítima de Chile (1979)
- La cuestión de las Islas Falkland (1492-1982) (1983)
- Nuestra verdad sobre el Cono Sur (1983), junto a Guillermo Izquierdo Araya
- El destino de Chile (1541-1984) (1984)
- Los Andonaegui de Vizcaya, de Chile y de Argentina (1984)[13]
- Catálogo del notarial de Curicó (1661-1903) (1987)
- Los Moraga: de Cáceres a Paredones (1992)